# Pawel Stepanowitsch Smirnow
Pawel Stepanowitsch Smirnow (russisch Павел Степанович Смирнов, wiss. Transliteration Pavel Stepanovič Smirnov; geb. 1888; gest. 1959) war ein sowjetischer Generalmajor.

## Leben und Werk
1938 wurde er Kommandeur, 1940 Generalmajor. Er war Dozent (russisch Доцент), Kandidat der Militärwissenschaften. Er leitete die Abteilung der Militärakademie für Logistik und Versorgung.
Er ist insbesondere bekannt für sein Buch Durchbrechen befestigter Verteidigungslinien (Proryw ukreplennoi polossy); Moskau 1941, das in der Reihe Materialy k istorii Perwoi mirowoi woiny (russisch Материалы к истории Первой мировой войны / Materialien zur Geschichte des Ersten Weltkriegs) erschien, und auf das sich unter anderem der Oberkommandierende der Streitkräfte der Ukraine Saluschnyj bezog.
Er ist in Moskau auf dem Wwedenskoje-Friedhof begraben.